# Зародження індустріального виробництва

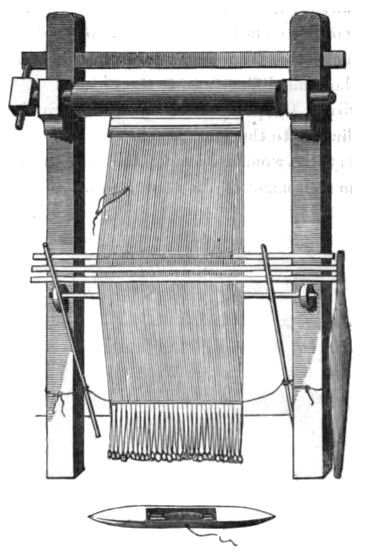
Ткацький верстат

Заро́дження індустріа́льного виробни́цтва у Євро́пі 16 столі́тті

## Історичний контекст
Див. ще: Старий Світ, Новий Світ

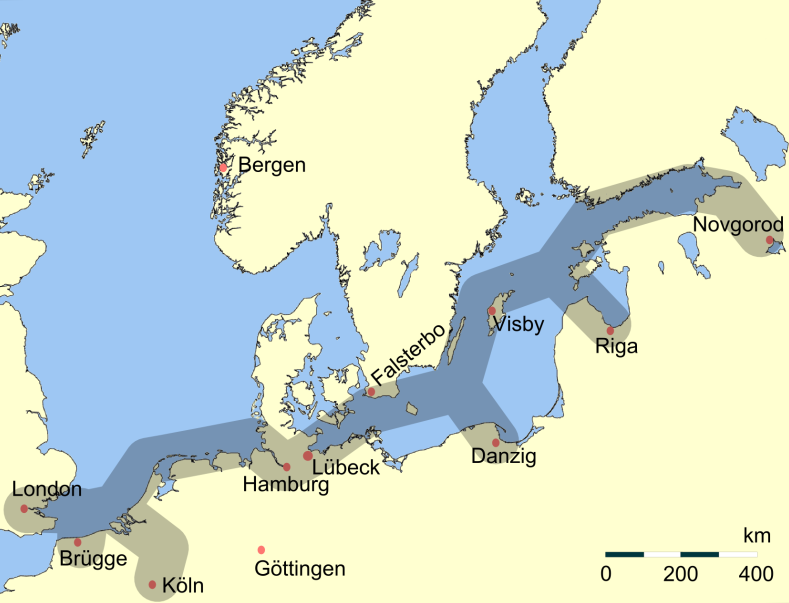
Ганзійські міста та торгові шляхи: об'єднання вільних німецьких ганзійських міст та торгових гільдій 13—17 століть; передумова і перший етап зародження індустріального виробництва

XVI—XVIII століттях в еволюції європейської цивілізації були періодом переходу від феодального до індустріального суспільства. Англійська революція (1640—1660) завершила пізнє Середньовіччя (XVI — перша половина XVII століття) і поклала початок новій історії (друга половина XVII — XVIII ст.). Перехідна епоха полягала у розкладі феодального господарства і генезі основних ознак індустріального суспільства, яке внаслідок промислового перевороту в Англії і Французької революції (1789—1794) перетворилося на панівний клас.
Для перехідного періоду характерні значні досягнення в галузі науки і техніки. Посилився між- і внутрішньогалузевий поділ праці. В XVI столітті виділилося майже 100 основних ремесел, в XVIII — 200. Лише в текстильній галузі було понад 20 спеціальностей.

## Промислові революції

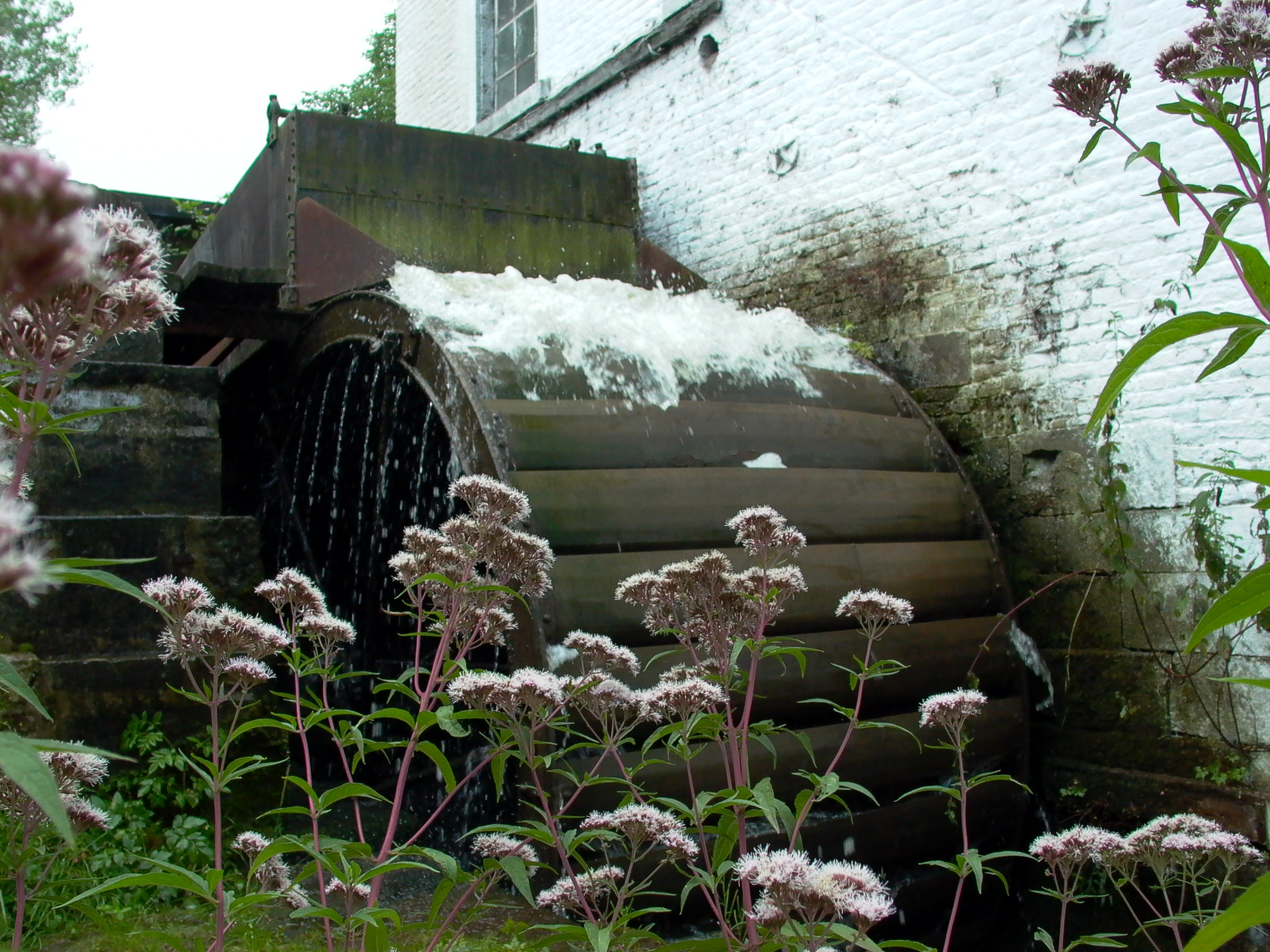
Водяний млин. Застосування енергії водяного колеса ужожливило використання енергій у виробництві, давши поштовх до промислової революції

Удосконалилися водяні млини внаслідок застосування верхньобійного колеса. Це дало змогу будувати млини не тільки на річках, а й там, де були сприятливі умови для розвитку виробництва, регулювати силу та рівномірність дії водяних двигунів. Їх застосовували в усіх галузях виробництва.
Істотні зрушення відбулися у текстильній промисловості, зокрема у виробництві сукна. Самопрядка замінила веретено, горизонтальні та стрічкові ткацькі верстати — примітивні вертикальні. Поширилися сукновальні водяні млини. З'явилися в'язальні машини. Почалось виробництво шовкових та бавовняних тканин, панчіх.
Технічний прогрес охопив гірниче і металургійне виробництво. Було механізовано процеси дроблення та промивання руди. Розвивалося доменне виробництво для добування заліза. З'явилися примітивні токарні, свердлильні, шліфувальні, гвинторізні верстати, механічні молоти тощо.

## Передумови Доби великих географічних відкриттів

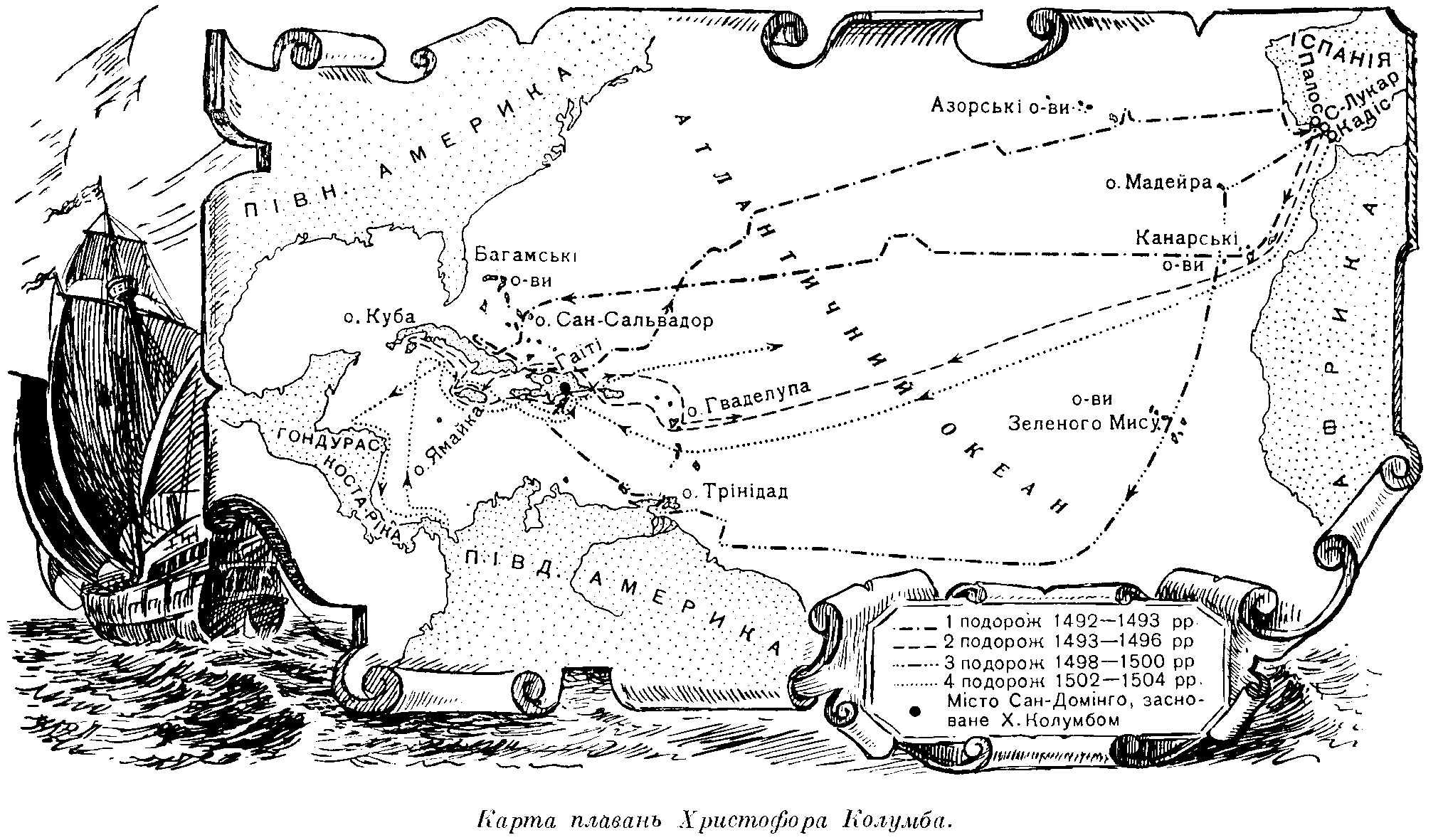
Карта плавань Христофора Колумба 1492–1504

В Європі почали виготовляти папір, що замінив пергамент. Розвивалося книгодрукування за допомогою літерного набору, використовувалися годинникові механізми з маятником. Було сконструйовано телескоп, мікроскоп, термометр, барометр, гідрометр. З'явились нові типи кораблів (баржі, каравели), зросла їх вантажопідйомність (від 500 до 2 тисяч т), поліпшилися мореплавні характеристики. Ширше публікувалися наукові праці, був виданий географічний атлас. Відбулися агрокультурні зрушення: перехід до травосіяння та багатопілля, широке застосування добрив, багаторазова оранка, порайонна спеціалізація сільського господарства, підвищення продуктивності праці. Отже, технічні передумови підготували перехід від дрібного до великого виробництва.
Після загарбання османами Константинополя у 1453 ними контролювалися Чорне та Середземне моря. Венеційцям довелось платити велике мито, щоб залишити торгові факторії, а генуезців турки вигнали зі своїх володінь. Західноєвропейські купці намагалися знищити монополію італійців у торгівлі зі Сходом. Континентальну караванну торгівлю ускладнив розпад Монгольської імперії. Торгові шляхи через Північну Африку були монополією арабів.
Значним стимулом до географічних відкриттів було золото як матеріалізація багатства. Відчувалася нестача грошей у товарному обігу. Видобуток коштовних металів був обмежений, значна їх частина йшла на прикраси. Пасивним залишався баланс Європи у східній торгівлі. Іспанські дворяни після завершення війни з арабами і відвоювання у 1492 Гранади залишилися без засобів існування. Вони зневажали економічну діяльність і намагалися вийти із скрутного становища за допомогою територіальної експансії, вирушаючи в небезпечні експедиції.
Розвиток абсолютизму в Західній Європі створив політичні передумови для організації великих морських експедицій для колоніальних загарбань. Монархам потрібні були гроші для утримання війська, чиновників, двору.
Перші експедиції, що поклали початок великим географічним відкриттям, споряджалися за рахунок держави. Серед таких відкриттів успішною була подорож 1497—1498 португальця Васко да Гама, який відкрив морський шлях з Європи в Індію через Атлантичний океан. Генуезець Христофор Колумб, підтриманий Іспанією у 1492 p., рушив на Захід через Атлантичний океан (шлях біля берегів Африки контролювала Португалія) і відкрив Америку. Колумб здійснив ще три експедиції до Америки в 1493—1496, 1498—1500, 1502—1504. Першу навколосвітну подорож здійснила експедиція Магеллана в 1519—1521.

## Великі географічні відкриття
В економічному розвитку Західної Європи велику роль відіграли географічні відкриття кінця XV — початку XVI століть. Їх важливою економічною передумовою була криза левантійської торгівлі з другої половини XV століття.
Великі географічні відкриття мали важливе значення для господарства Західної Європи. Почалася перебудова європейських економічних відносин. Виникли економічні зв'язки між найвіддаленішими областями, землями і народами різної матеріальної культури. Торгові шляхи перемістилися з країн Середземного моря на океани: Атлантичний, Індійський, Тихий. Зовнішня торгівля у XVI—XVIII століттях досягла розмірів світової. До її обігу були залучені нові товари, до того не відомі в Європі: тютюн, кава, какао, чай та інші. Почалося формування світового ринку як складової частини індустріальної економіки. Центрами світової торгівлі стали спочатку Лісабон, Севілья, з середини XVI століть — Антверпен, у XVII — Амстердам, у XVIII столітті — Лондон.
Безпосереднім результатом великих географічних відкриттів було створення колоніальної системи. Першими на шлях колоніального грабунку вступили Іспанія і Португалія, створивши величезні колоніальні володіння. Поступово їх витиснули Голландія, Англія, Франція, перемігши на зовнішньому й внутрішньому ринках. Нещадне пограбування колоніальних народів принесло європейським колонізаторам величезні багатства й сприяло піднесенню економіки європейських країн.

## Первісне нагромадження капіталу
Небачений приплив до Європи благородних металів зумовив так звану революцію цін. Вона почалася насамперед в Іспанії, яка отримувала значну частку колоніального золота та срібла (в 1600 p. — 83 %). Ціни на товари зросли в Іспанії, Португалії у 4 рази, а на хліб — навіть у 5 разів, у Франції — в 2,3, а в Англії — 2,5 раза. Одночасно почалося здешевлення дорогоцінних металів. Наслідки революції цін були значними. Збагатилися купці, які займалися посередницькою торгівлею. Прискорився перехід до мануфактурного виробництва. Збільшилися прибутки промисловців внаслідок здешевлення найманої праці. В аграрному укладі європейських країн зменшилися реальні розміри фіксованої грошової ренти або орендних платежів, тоді як ціни на сільськогосподарську продукцію зросли.

## Економічні відносини
Почалася перебудова європейських економічних відносин. Розклад феодального господарства був пов'язаний з такими процесами, як розвиток товарного господарства; спеціалізація ремесла, що наближалася до рівня мануфактурного поділу праці; посилення майнової та соціальної диференціації; формування великих капіталів і розвиток розширеного відтворення. У сільському господарстві ці процеси відбувалися повільно. Феодальна земельна власність поступово стала об'єктом купівлі-продажу. Розорення дрібного і середнього дворянства набуло широких масштабів. У Франції воно поповнювалося за рахунок «людей мантії» (чиновників, буржуазії). Селянські цензиви еволюціонували у дрібну селянську власність, феодальна грошова рента і оренда — у капіталістичну ренту і оренду, використовувалася наймана робоча сила. Дворянство збідніло. Були вигідними ліквідація селянських наділів, перехід до фермерського господарства.
Генеза індустріальної цивілізації пов'язана з розвитком мануфактурного виробництва. Оскільки від ролі мануфактури в економічній структурі країн залежав розвиток їх у цілому, господарство XVI—XVIII століть можна охарактеризувати як мануфактурне.

## Мануфактура

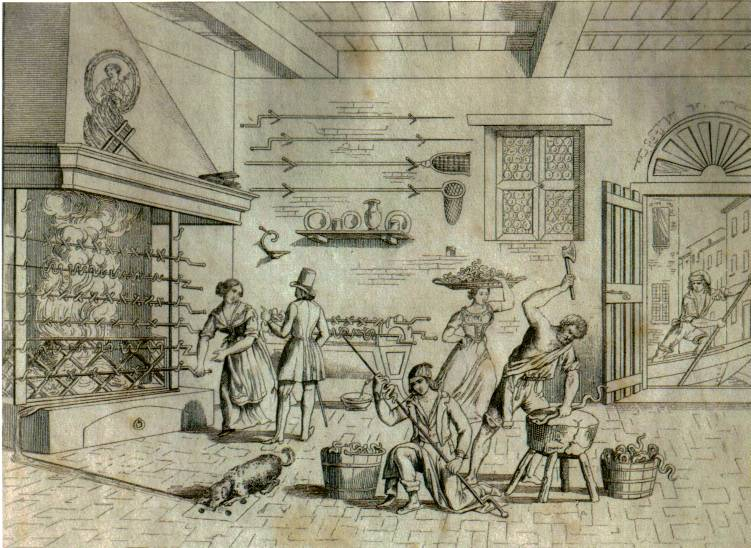
Мануфактура. Рис. XIX. століття

Мануфактура — підприємство, засноване на ремісничій техніці, поділі праці, вільнонайманій робочій силі. Це стадія промисловості, що історично передувала великому машинному виробництву. Існували два типи мануфактур — розсіяна (децентралізована) та централізована.

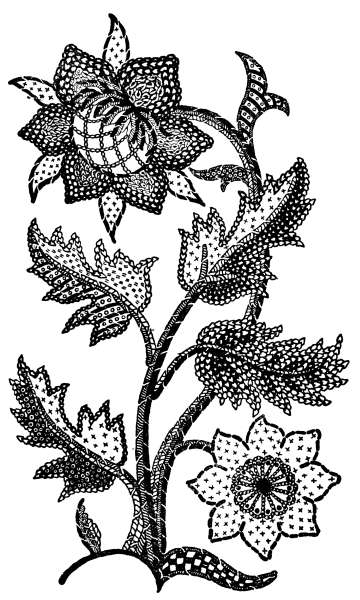
Орнамент вишивки 17 століття

Розсіяна мануфактура, що розвивалася в основному в XVI — першій половині XVII ст., ґрунтувалася на сільських промислах і дрібному ремеслі.
Централізована мануфактура характеризувалася територіальною єдністю виробництва і утвердилася в другій половині XVII століття. Мануфактури виникали в тих галузях, де рівень спеціалізації та технічного розвитку створював умови для реорганізації виробництва. Такі умови в XVI столітті були в сукняному виробництві, металургії, суднобудуванні, книгодрукуванні. Зародження мануфактур відбувалося у двох напрямах:
1. торговий капітал підпорядковував виробництво;
2. виробник ставав і підприємцем, і купцем.

Одночасно в промисловості зберігалися ремесло і дрібне товарне виробництво.

## Індустріалізація сільського господарства

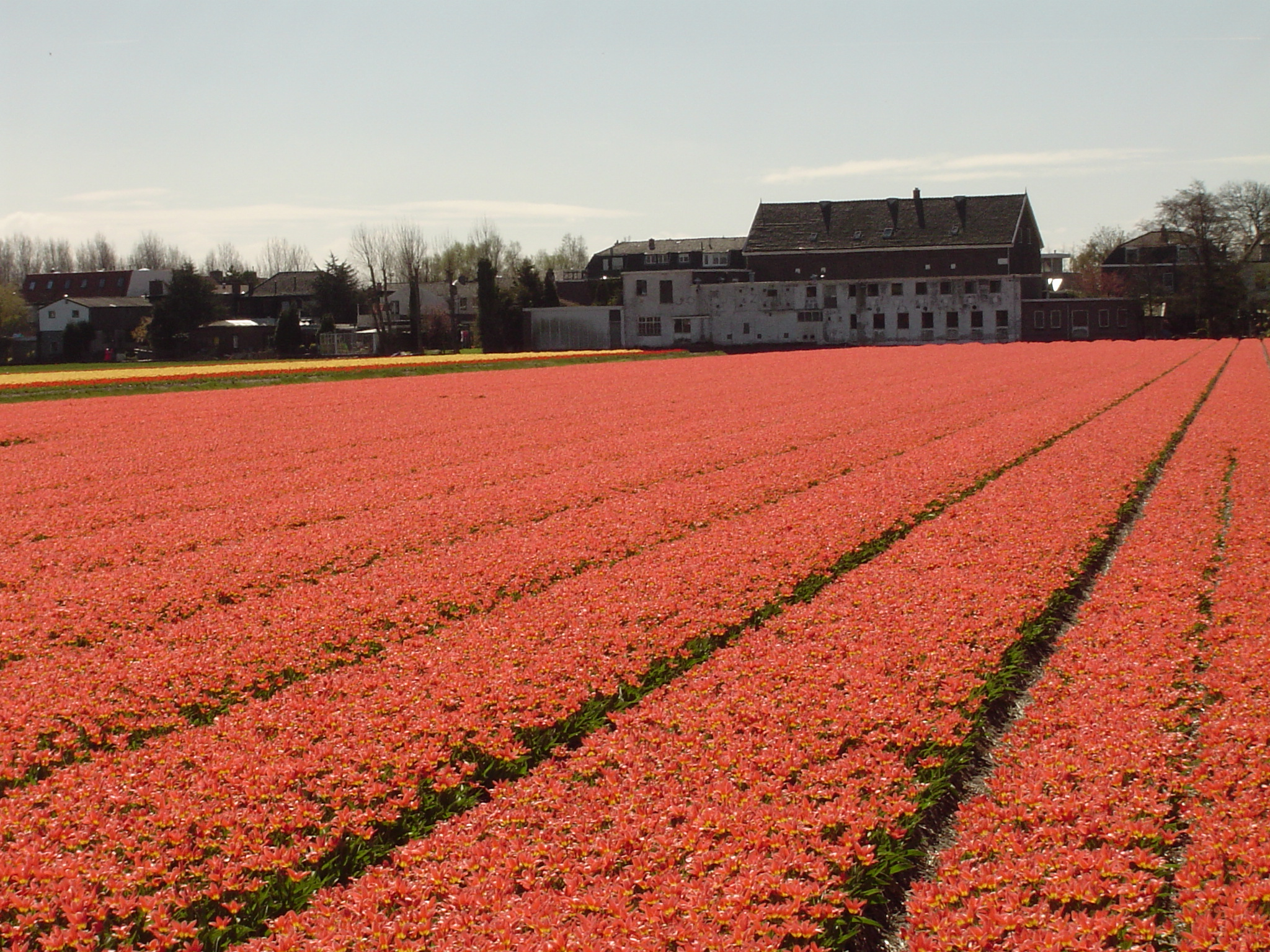
Поле тюльпанів (Bollenveld) у Гіллеґом (Hillegom), Нідерланди. Завдяки прагматичній логіці, індустріалізації сільського господарства, Голландія стала провідною країною індустріалізованого сільського, зокрема, й, квіткового господарства

Передумови індустріалізації сільського господарства формувалися у трьох основних напрямах:
1. розвиток капіталістичних форм земельної власності,
2. перетворення феодальної ренти на капіталістичну,
3. зростання товарності.

Ці процеси відбивали боротьбу між ринковим підприємництвом і дрібнотоварним виробництвом.
Національний ринок ставав частиною європейського та світового ринків. Відбувалися зміни в сфері земельних відносин. Більшість селян були вільні. Питома вага феодального землеволодіння становила лише 20—25 %. Створювалися фермерські господарства, райони «торговельного землеробства», що спеціалізувалися на вирощуванні певних культур або галузевому тваринництві.

## Світова торгівля. Торгівля фінансами

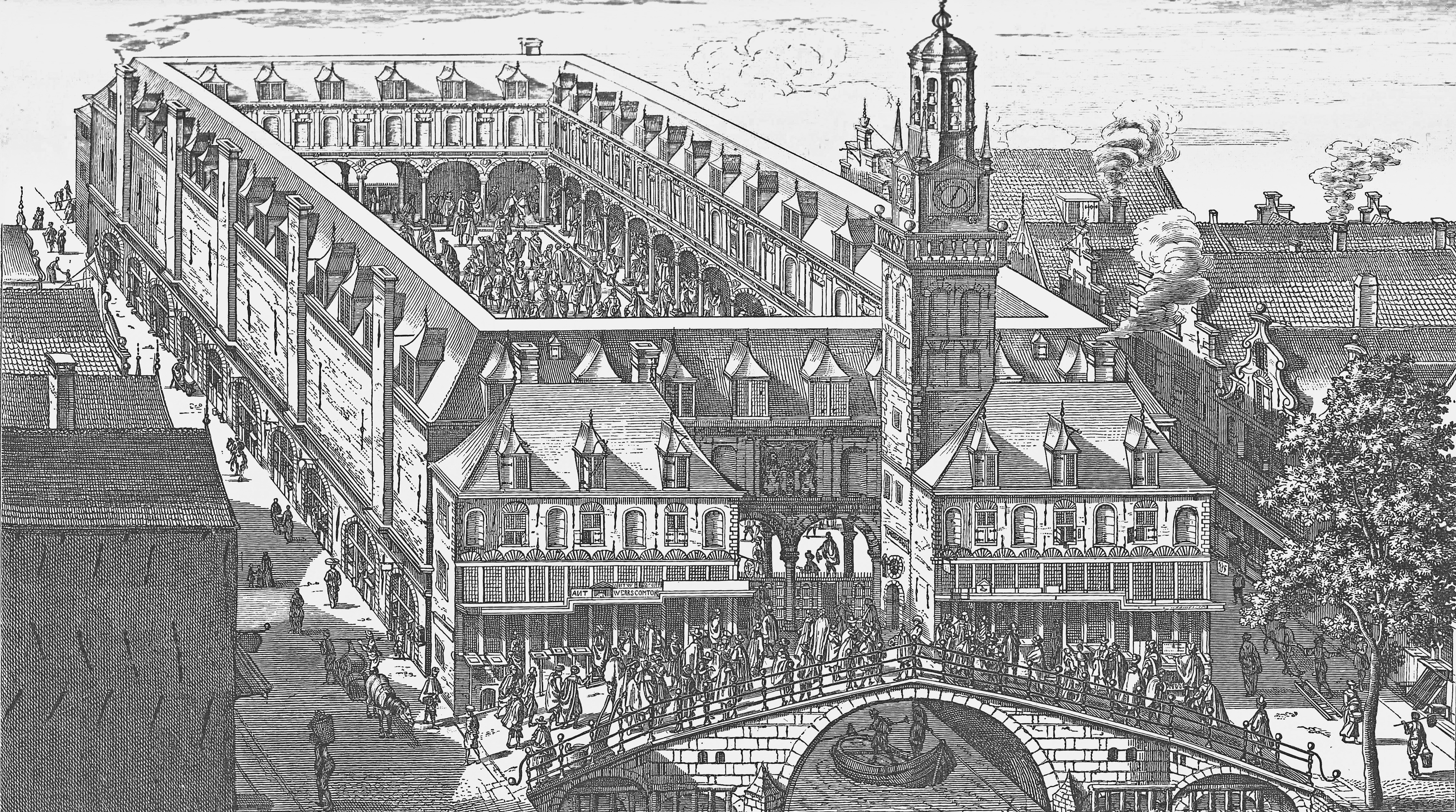
Перша амстердамська будівля (1608) біржі, названа після закінчення будівництва Beurs De Keyser'

Відбулися радикальні зміни в організації світової торгівлі. З'явилися монопольні торгові компанії, вдосконалилися товарні біржі. Зародилася страхова справа. Доходи розподілялися через зарплату (найману працю), прибуток (капітал), ренту (земельну власність).
Відбулися значні зрушення в сфері обігу і розподілу. Просте товарне виробництво переростало в ринкове, розвивався міжнародний поділ праці, формувалися національні, європейські та світові ринки товарів і грошей. Панівну роль відігравали Голландія і Англія. Європейські феодальні країни були вилучені із світового ринку і перетворилися на країни-продавці продукції своїх аграризованих економік.

## Соціальні революції
Значну роль у процесі генези індустріальної цивілізації відіграли революції в Нідерландах (1566—1609), Англії (1640—1660), Північній Америці (1775—1783), Франції (1789—1794).
У першій половині XVI століття у Нідерландах, особливо в північних провінціях, швидкими темпами розвивалася промисловість на основі мануфактурного виробництва. У середині XVI століття Нідерланди стали провінцією феодальної Іспанії, яка намагалася перетворити їх на свою колонію. Це прискорило революцію.
Коли розпочалася французька революція, в Європі вже з'являлися дві республіки Нового часу — у Великій Британії та Нідерландах, а на Американському континенті утворилася незалежна республіка США.

## Колоніалізм

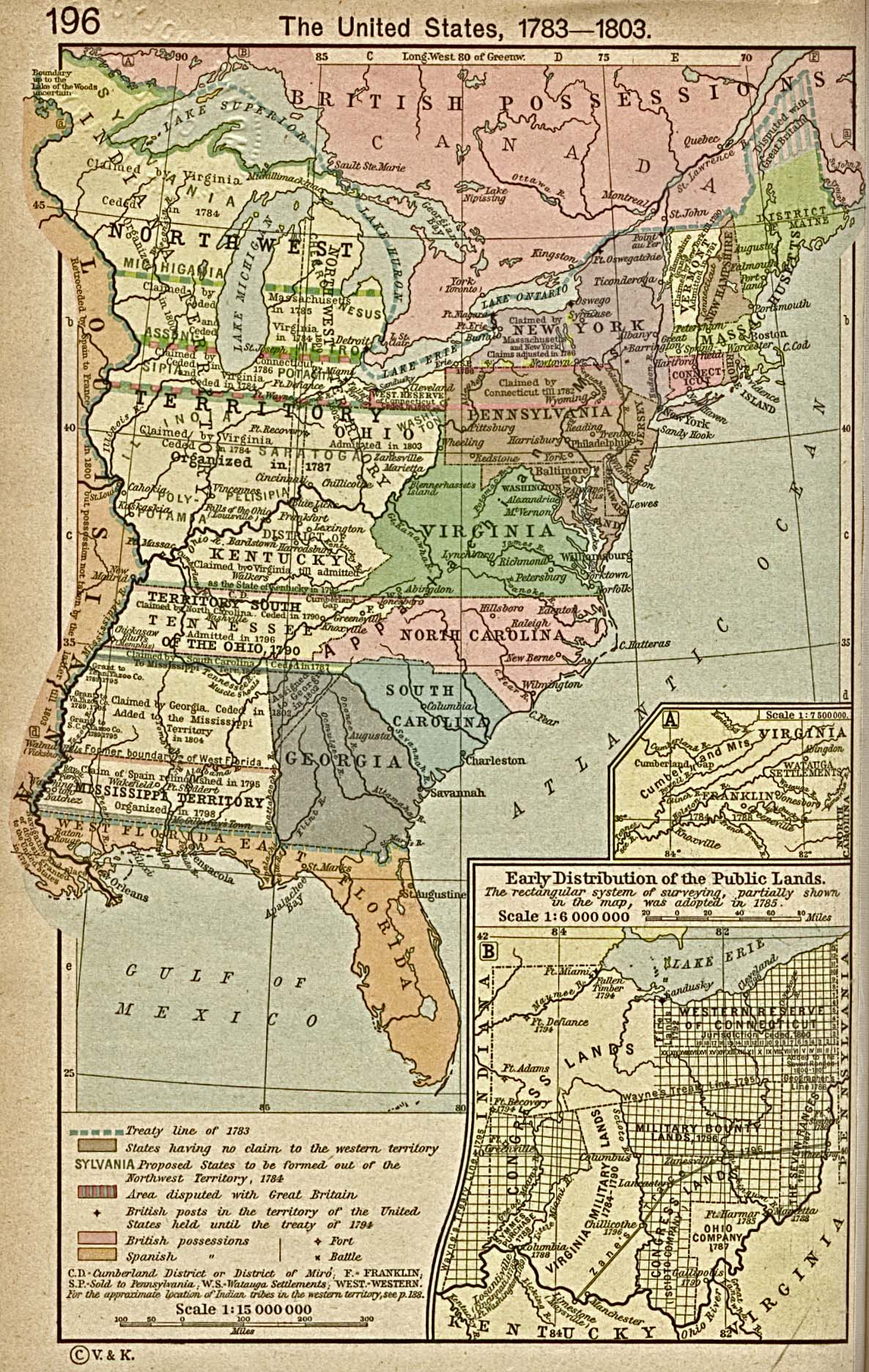
Сполучені Штати Америки від 1783 до 1803

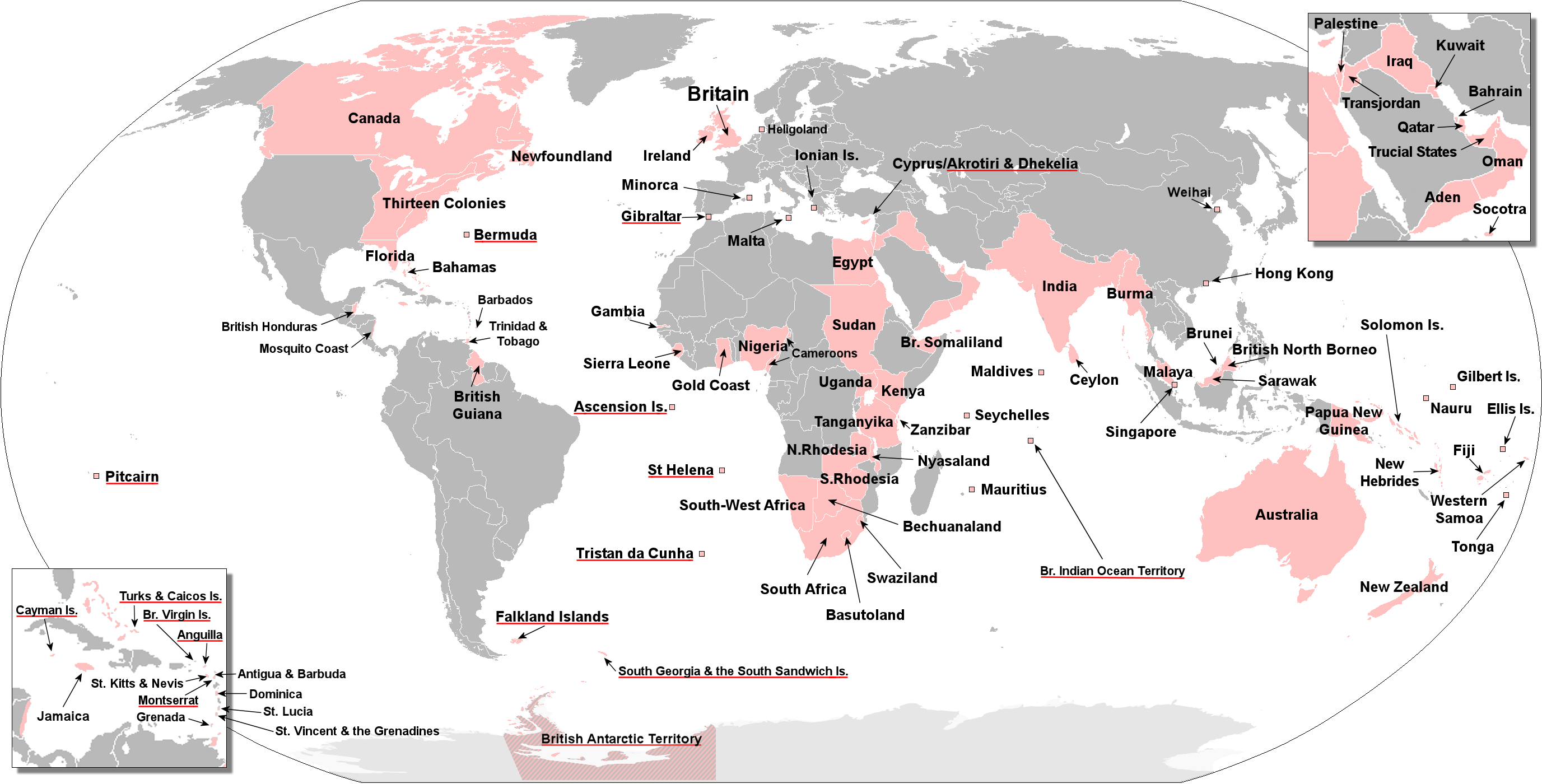
Британська імперія (загальне зростання)

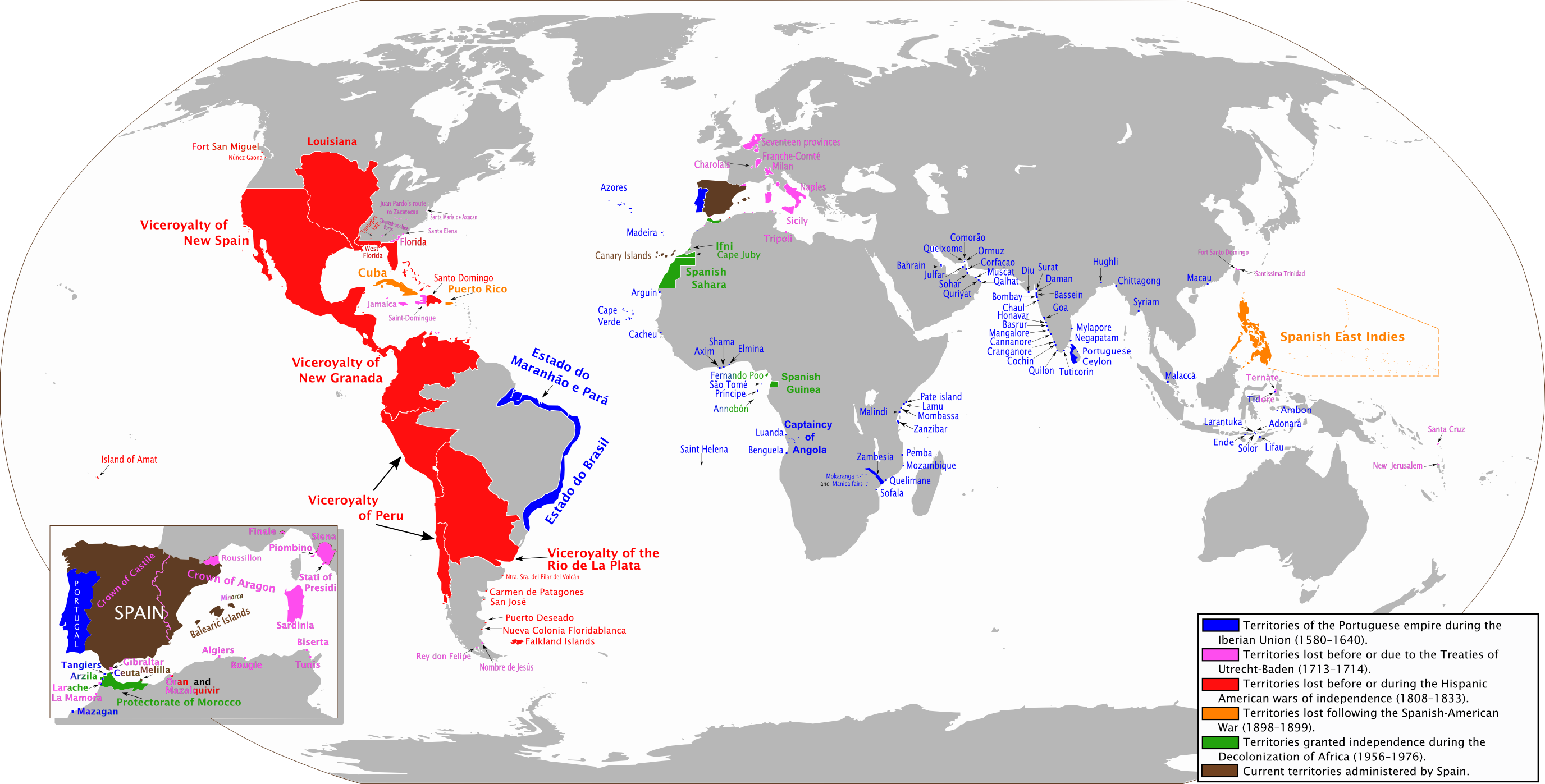
Іспанська імперія (загальне зростання)

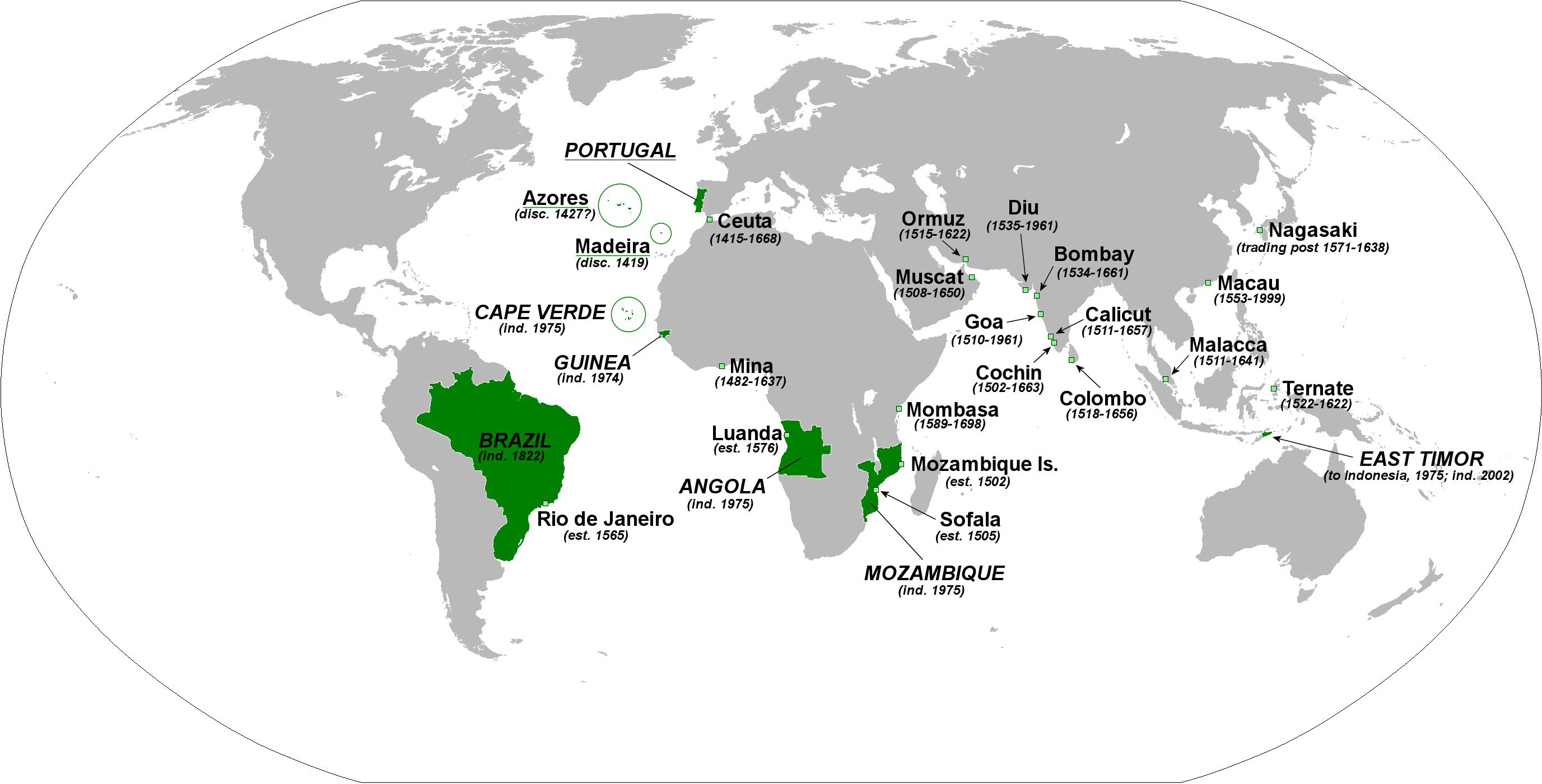
Португальська імперія (загальне зростання)

У XVI столітті розпочалася колонізація європейцями Північної Америки. В цьому досягла успіху насамперед Англія, яка створила на Атлантичному узбережжі 13 колоній. Перед війною за незалежність в колоніях сформувалося ранньобуржуазне суспільство з пережитками європейського феодалізму і рабства. Проте Англія гальмувала розвиток колоній. Управляла ними англійська влада. Так, в англійському парламенті не було представників колоній, тому закони про колонії мало стосувалися місцевих жителів. Створювалися перешкоди для розвитку фермерського господарства. Найкращі землі належали англійцям, підтримувалося дворянське землеволодіння. Англійський уряд прагнув затримати розвиток тих галузей, які створювали конкуренцію для англійської промисловості. Торгівля з іншими країнами дозволялася лише через англійських купців. Колонії були ринками збуту, джерелами сировини і грошових багатств для Англії. Це призвело до війни за незалежність, яка закінчилася перемогою.
У 1776 році було проголошено створення незалежної федеральної держави Сполучених Штатів Америки. Війна одночасно була і соціальною революцією. Вона знищила маєтки феодального типу, «квіт-ренту» за оренду землі, конфіскувала і розподілила землі прихильників Великої Британії (роялістів). Сформувався фонд державних земель на Заході, що створило сприятливі умови для розвитку фермерських господарств. Революція прискорила розвиток промисловості та торгівлі. До влади прийшла буржуазія разом з рабовласниками. Плантаційне господарство і рабство збереглися на півдні країни.
Промисловий переворот у Великій Британії зробив процес індустріального розвитку незворотним. У Франції існувала багата і політично сильна буржуазія, розвивалася мануфактурна промисловість, проводилася політика меркантилізму, панував торговий капітал.